# سولفور اسپرینگز (اورگن)
سولفور اسپرینگز (به انگلیسی: Sulphur Springs) یک منطقهٔ مسکونی در ایالات متحده آمریکا است که در اورگن واقع شده‌است. سولفور اسپرینگز ۶۱ متر بالاتر از سطح دریا واقع شده‌است.